# 알자우라 SC
알자우라 SC(아랍어: نادي الزوراء, 영어: Al-Zawra'a SC)는 이라크의 수도 바그다드에 연고를 두고 있는 축구팀으로 이라크 스타스 리그 최다 우승팀이기도 하다.

## 역대 우승 기록

##### 이라크 국내 대회
- 이라크 프리미어리그

우승 (14): 1976, 1977, 1979, 1991, 1994, 1995, 1996, 1999, 2000, 2001, 2006, 2011, 2016, 2018
- 이라크 FA컵

우승 (14): 1976, 1979, 1981, 1982, 1989, 1990, 1991, 1993, 1994, 1995, 1996, 1998, 1999, 2000

##### AFC 주관 대회
- 아시안 컵 위너스컵 준우승

우승 (1): 2000

## 선수 명단

### 현역
참고: FIFA 자격 규정에 따라 소속된 국가대표팀 국기를 표시합니다. 선수는 복수의 FIFA 비회원국 국적을 가지고 있을 수 있습니다.
| 번호 | 포지션 | 국적 | 이름 |
| ---- | ------ | ---- | ---- |

| 번호 | 포지션 | 국적 | 이름        |
| ---- | ------ | ---- | ----------- |
| 15   | DF     |      | 라사나 페이 |

## 역대 감독
| 감독          | 임기        |
| ------------- | ----------- |
| 라디 셰나이실 | 2007 ~ 2008 |
| 에삼 하마드   | 2010        |
| 라디 셰나이실 | 2010 ~ 2011 |
| 라디 셰나이실 | 2012 ~ 2014 |
| 에삼 하마드   | 2016 ~ 2017 |
| 에삼 하마드   | 2021        |
| 에삼 하마드   | 2024 ~      |